# Sargon
Sargon (или SARGON) — серия компьютерных шахматных программ для персональных компьютеров.

## История

### Происхождение
Оригинальный SARGON был написан Дэном и Кэтлин "Kathe" Спраклинс для компьютера под управлением Z80, который назывался Wavemate Jupiter III, на языке ассемблера в среде TDL Macro Assembler.
Название изначально было написано полностью заглавными буквами, причина тому кроется в том что ранние операционные системы, такие как CP/M, не поддерживали имена файлов в нижнем регистре.

### Введение
SARGON был представлен в 1978 году на West Coast Computer Faire, где он выиграл первый компьютерный шахматный турнир, проводимый исключительно для микрокомпьютеров, со счётом 5-0. Этот успех побудил авторов продавать программу непосредственно покупателям. Поскольку магнитные носители в то время не были доступны широкой общественности, авторы разместили рекламу в журнале Byte, о продаже фотокопий с листингами программы за 15$, которые работали бы на любом микрокомпьютере на базе Z80. Исходный код можно было портировать на другие машины. Например, в журнале "Вопросы рекреационных вычислений"(issue of Recreational Computing), выпущенном в марте-апреле 1979 года, был описан проект, который, при помощи макросов, преобразовывал Sargon в программу для 8080. Позже Спраклинс заключили контракт с Hayden Books, и опубликовали книгу с детальным описанием работы программы и исходным кодом.

### Коммерциализация с помощью электронных носителей
Когда средства магнитных носителей информации стали широко доступны, мелкий офицер ВМС США Пол Лонес портировал Sargon для TRS-80, изменив графику, управление и системные вызовы, но оставив алгоритм шахматной игры Спраклинс не тронутым. Пол посоветовался с Спраклинс, которые оба жили в Сан-Диего в то время, чтобы сделать версию для TRS-80 коммерчески успешной с помощью недавно созданного программного подразделения Hayden Book: Hayden Software. Пол более не участвовал в дальнейших улучшениях версии для TRS-80 из-за его перевода на морские дежурства вскоре после заключения сделки с Hayden Software.
В начале 1980-х SARGON CHESS был портирован на несколько других ранних микрокомпьютеров, включая Nascom(Bits & PCs, 1981), Exidy Sorcerer и Sharp MZ 80K. Для порта под Apple II была необходима полная переработка, которую сделал брат Кэтлин - Гэри Шеннон. Оба порта были изданы Hayden Software.

### Сиквелы
Спраклины значительно улучшили свою программу и выпустили продолжение - Sargon II. В 1978 году эта программа заняла третье место на девятом чемпионате Северной Америки по компьютерным шахматам, несмотря на то, что была размещена девятой из 12 записей. Sargon уступил только Belle и Chess 4.7, но победил AWIT - работающую на мэйнфрейме Amdahl и стоимостью 5 миллионов долларов удивив аудиторию чемпионата. В этом году они опубликовали серию статей, в журнале BYTE, по компьютерному программированию шахмат, в которых высказались: "мы считаем, что было бы неплохо, если бы не всем пришлось изобретать колесо".
Sargon II был портирован на различные персональные компьютеры, популярные в начале 1980-х. Игровой движок был наделён несколькими уровнями глубины мышления, чтобы сделать его более доступным для начинающих шахматистов. Журнал BYTE в 1980 году оценил, что у Sargon II был рейтинг 1500 Эло на самом высоком уровне сложности и с турнирным ограничением времени, и предположил, что это была лучшая коммерческая шахматная программа, включая специализированные устройства.
Sargon 2.5, продаваемый как модуль ROM для модульной игровой системы Chafitz, был идентичен Sargon II, но держал обдумывание игровой ситуации постоянно включённой. Он получил оценку в 1641 Эло на турнире Пола Массона в июне-июле 1979 года и 1736 Эло на открытом чемпионате колледжа Сан-Хосе в январе 1980.
Sargon 3.0 занял седьмое место на чемпионате США по компьютерным шахматам в октябре 1979 года. Конкуренция улучшилась, но 3.0 сыграла вничью с Cray Blitz и легко победила Mychess, своего главного конкурента на микрокомпьютерах. В декабре 3.0 легко выиграл второй чемпионат микрокомпьютеров в Лондоне.
В 1980 году игра Спраклинов реверси заняла первое место на компьютерном турнире в Северо-западном университете, а в 1981 году заняла третье место на открытом турнире по реверси в Санта-Круз.
Sargon III был переписан полностью. Вместо процедуры оценки размена эта версия использовала алгоритм поиска взятия. Также был добавлен дебютный репертуар. Третья версия изначально была написана для ассемблера 6502 и была коммерчески издана Hayden Software в 1983 году. Apple связались с Спраклинами, и после порта под 68000 Sargon III стал первым сторонним программным обеспечением для Macintosh.
После кончины Hayden Software позже выпускались шахматные программы с названием Sargon, сюда относятся Sargon IV(Spinnaker Software), Sargon V(Activision) и Sargon Chess для CD-i. Спраклины также написали движки для специализированных шахматных компьютеров, выпущенных Fidelity Electronics, которые выиграли первые четыре чемпионата мира среди микрокомпьютеров.

## Игра с Ботвинником
Известный трёхкратный чемпион мира по шахматам Михаил Ботвинник в 1983 году сыграл с Sargon в Гамбурге. Он не играл в полную силу, а только тестировал возможности программы. Сам Ботвинник также принимал участие в разработке своей шахматной программы.
Белые: Михаил Ботвинник
Чёрные: SARGON
Гамбург, 1983
1.c4 e5 2.Nc3 d6 3.g3 Be6 4.Bg2 Nc6 5.d3 Nf6 6.f4 Be7 7.Nf3 O-O 8.O-O Qd7 9.e4 Bg4 10.h3 Bxh3 11.f5 Bxg2 12.Kxg2 Nb4 13.a3 Na6 14.b4 c5 15.b5 Nc7 16.Rh1 a6 17.b6 Nce8 18.Ng5 Qc6 19.Rb1 Bd8 20.Nd5 h6 21.Nf3 Nxd5 22.exd5 Qd7 23.g4 a5 24.Nd2 Ra6 25.Ne4 Rxb6 26.Rxb6 Bxb6 27.f6 Nxf6 28.Nxf6+ gxf6 29.Bxh6 Re8 30.Qf3 Bd8 31.Qh3 Qa4 32.Bd2 Kf8 33.Rf1 Kg8 34.Qh6 Qd7 35.Kg3 f5 36.Rh1 f4+ 37.Kf3 1-0